# Tóth Sándor József
Tóth Sándor József (Marosvásárhely, 1931. aug. 29.–) középiskolai tanár, fizikai szakíró, trombitás.  

## Életútja, munkássága
Középiskolai tanulmányait a marosvásárhelyi református kollégiumban és annak utódiskolájában végezte (1951); közben zenei tanulmányokat is folytatott. 1950–51-ben a Marosvásárhelyi Filharmónia zenekarában trombitás; 1951–58 között a Bolyai Tudományegyetem matematika–fizika szakán szerzett tanári diplomát. 1957–60-ban a marosvásárhelyi Unirea Líceum, 1960–64 között a Tanárképző Főiskola tanára, 1964–83 között adjunktus. 1983–85-ben a Metalotehnica Ipari Líceum tanára. 1985–től 1987-ig - betegnyugdíjazásáig – tudományos főmunkatárs, előadótanár a Temesvári Műszaki Főiskolán.
Kutatási területe: akusztika, elméleti fizika, elméleti mechanika. Tanulmányait a Matematikai és Fizikai Lapokban (Kisméretű rakéta tanulmányozása. 1963/6), a Revista de Fizică şi Chimie és az Industria Lemnului hasábjain közölte.

## Művei
- Laboratóriumi gyakorlatok: mechanika, hőtan, molekuláris fizika, hangtan. I–II. (Marosvásárhely, 1970, 1983)
- Fizika (kőnyomatos jegyzet, Marosvásárhely, 1982)
- Fizikai mechanika, akusztika és hőtan (tankönyv, Bukarest, é. n.)